# Pleudaniel
Pleudaniel is een gemeente in het Franse departement Côtes-d'Armor (regio Bretagne). De plaats maakt deel uit van het arrondissement Lannion. Pleudaniel telde op 1 januari 2022 925 inwoners.

## Geografie
De oppervlakte van Pleudaniel bedroeg op 1 januari 2022 18,42 vierkante kilometer; de bevolkingsdichtheid was toen 50,2 inwoners per km².
De onderstaande kaart toont de ligging van Pleudaniel met de belangrijkste infrastructuur en aangrenzende gemeenten.

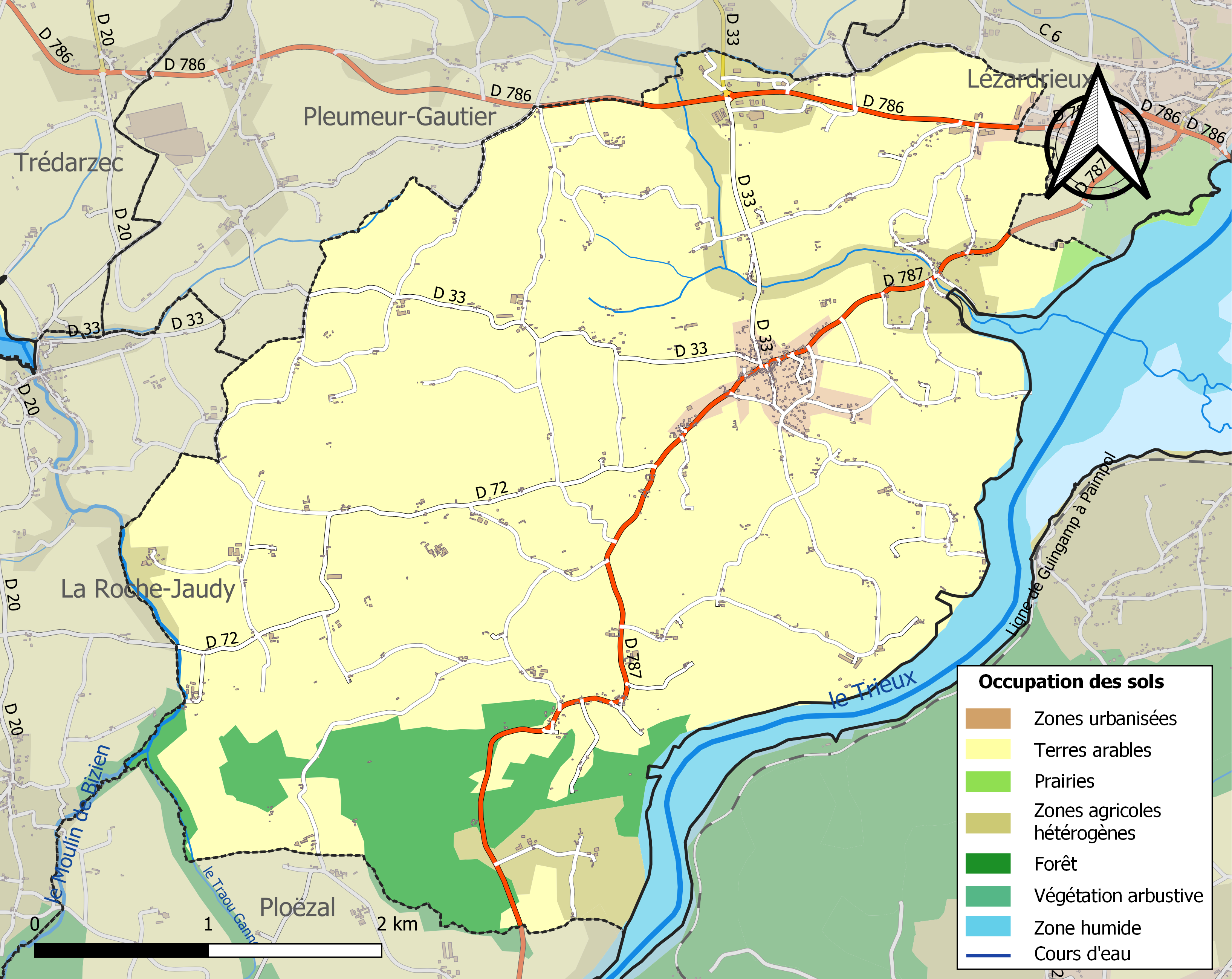

## Demografie
Onderstaande figuur toont het verloop van het inwonertal (bron: INSEE-tellingen).